# Bianchi Tipo 84
Der Bianchi Tipo 84 ist ein Pkw-Modell. Hersteller war Bianchi aus Italien.

## Beschreibung
Laut einer Quelle brachte Bianchi dieses Modell 1925 auf den Markt. Eine andere Quelle nennt nur das Jahr 1926.
Der Vierzylinder-Reihenmotor hatte SV-Ventilsteuerung. 64 mm Bohrung und 100 mm Hub ergaben 1287 cm³ Hubraum. Diese Daten entsprachen dem Bianchi S 4. Das Verdichtungsverhältnis war anders gewählt. Der Motor leistete 28 PS bei 2850 Umdrehungen in der Minute im Gegensatz zu den 32 PS bei 3000 Umdrehungen des S 4. Die Höchstgeschwindigkeit lag bei 88 km/h.
Der Motor war vorne im Fahrgestell eingebaut. Er trieb über ein Vierganggetriebe die Hinterachse an. Das Fahrgestell hatte 270 cm Radstand und 125 cm Spurweite.